# Germaine Lemyre
Germaine Lemyre est une actrice québécoise. Née en 1914 ou 1915, elle est morte le 1er avril 1999 à Fabreville, au Québec, à l'âge de 84 ans.

## Biographie
Germaine Lemyre participe à de nombreuses pièces de théâtre ainsi qu'à quelques films, téléromans et télé-théâtres. Ses rôles sont essentiellement centrés sur l'univers de Michel Tremblay (Les Belles-Sœurs) et des cinéastes Jean Beaudin (J.A. Martin photographe) et Marcel Carrière (O.K. ... Laliberté).
Germaine Lemyre était la tante du compositeur / interprète Marc Gélinas, fils de Simonne LeMyre et de Gérard Gélinas, qui fut pendant 20 ans chanteur d'opéra au Metropolitan Opera House de New York.

## Filmographie

### Cinéma
- 1947 : La Forteresse (noir et blanc) de Fyodor Otsep - résidente
- 1947 : Whispering City de Fedor Ozep - Fille aux clefs de Brancourt
- 1973 : O.K. ... Laliberté de Marcel Carrière - rôle inconnu
- 1975 : Cher Théo de Jean Beaudin - rôle inconnu
- 1976 : Ti-mine, Bernie pis la gang... de Marcel Carrière - rôle inconnu
- 1976 : L'Eau chaude, l'eau frette de André Forcier - Cliente de Carmen
- 1976 : Parlez-nous d'amour de Jean-Claude Lord - Fan de Jeannot
- 1976 : Chanson pour Julie de Jacques Vallée - rôle inconnu
- 1977 : J.A. Martin photographe de Jean Beaudin - Tante Demerise
- 1984 : Amuse-gueule (court métrage) de Robert Awad - rôle inconnu

### Télévision
- 1955 - 1956 : Quatuor, épisode Le Billet doux - Angéline Paquin
- 1976 - 1977 : Bien dans sa peau de Guy Leduc - rôle inconnu
- 1976 - 1979 : Grand-Papa de Janette Bertrand - Corinne

### Radioroman
- 1940 - 1966 : Jeunesse dorée de Paul Gury et Jean Desprez - le petit Dédé Bédard

## Théâtre
- 1968 et 1969 : Les Belles-Sœurs de Michel Tremblay, mise en scène de André Brassard - rôle de Rhéauna Bibeau